# Drum național 2A
Der Drum național 2A (rumänisch für „Nationalstraße 2A“, kurz DN2A) ist eine Hauptstraße in Rumänien. Sie bildet zugleich einen Abschnitt der Europastraße 60.

## Verlauf

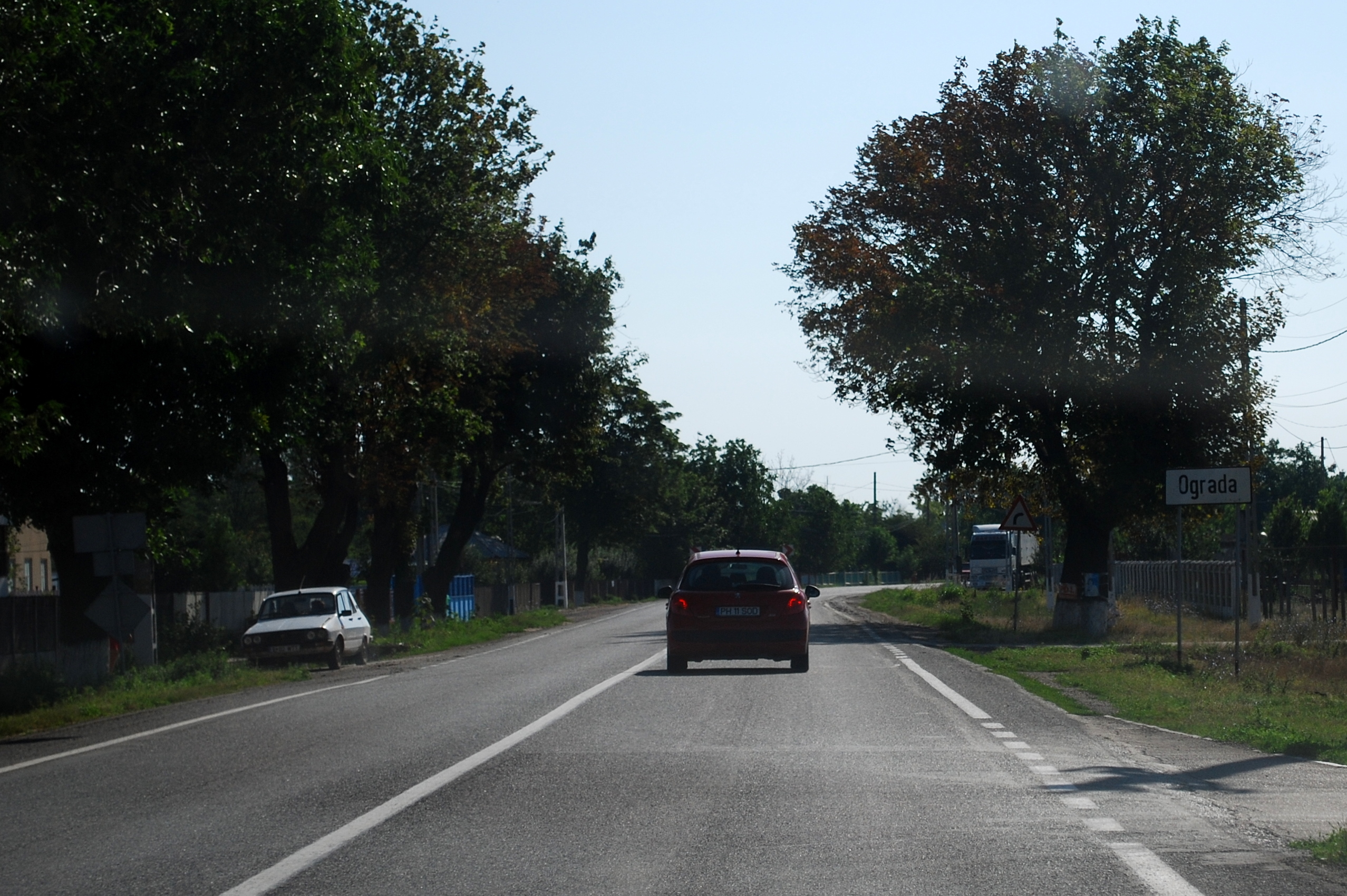
Die Straße bei Ograda westlich von Țăndărei (2009)

Die Straße beginnt in Urziceni, wo sie vom Drum național 2 (Europastraße 85) nach Osten abzweigt. Sie folgt dem linken Ufer der Ialomița über Ciochina und die Kreishauptstadt Slobozia, wo der Drum național 2C auf sie trifft und sie den Drum național 21 (zugleich Europastraße 584) kreuzt, sowie Țăndărei, wo der Drum național 21A an ihr endet, und den Abzweig des Drum național 3B südlich des Dorfs Gura Ialomiței nach Giurgeni. Dort überquert sie die Donau auf einer 1456 m langen Brücke, führt weiter durch Hârșova, wo der Drum național 22A nach Nordosten abzweigt, und verläuft weiter in südöstlicher Richtung durch die Dobrudscha, ist ab Mihail Kogălniceanu, wo sich der Flughafen Constanța befindet, vierstreifig ausgebaut, trifft bei Ovidiu auf die Autobahn Autostrada A4, den kurzen Drum național 3C und den Drum național 22 (zugleich Europastraße 87) und endet in Constanța, wo sie auf den Drum național 3 (Europastraße 81) trifft.
Die Länge der Straße beträgt rund 210 km.